# Chiesa dell'Invenzione della Santa Croce (Croce)
La chiesa dell'Invenzione della Santa Croce è la parrocchiale di Croce di Piave.

## Storia
Dopo che la vecchia chiesa lungo l'argine San Marco era andata distrutta per una piena del Piave nel 1724, la nuova fu ricostruita a distanza di sicurezza, a 500 metri dal fiume, lungo la strada che sarebbe diventata la principale del paese (via Croce). Per la sua costruzione - secondo i modelli neoclassici in voga all'epoca - furono utilizzate le pietre e quanto recuperato degli arredi della diroccata chiesa (pietre e mattoni bastarono però per arrivare a metà dell'altezza). La nuova parrocchiale fu inaugurata il 10 giugno del 1731 dall'arcivescovo Zacco.
La prima guerra mondiale causò notevoli danni alla chiesa: il campanile fu bombardato dagli austriaci perché non fungesse da osservatorio e cadde sul presbiterio, distruggendolo completamente; nulla rimase del tetto, andarono distrutti e depredati gli altari; invece la facciata, pur bucherellata dai proiettili, rimase in piedi. Alla fine della guerra, per volere del parroco di allora, la chiesa fu ricostruita dov'era e com'era; solo il presbiterio fu allungato e ai suoi lati furono costruite due navatelle che sostituirono la sacrestia (ricostruita dietro il presbiterio) e la base del campanile. Il campanile fu costruito distante alcuni metri.
Restaurate le statue della facciata, che conservano ancora i buchi dei proiettili, ci vollero alcuni anni perché fossero completati gli arredi interni. La pala dell'altar maggiore, andata perduta, fu sostituita da un'altra di analogo soggetto dipinta appositamente da G. Borsato nel 1927. Già prima della guerra si era verificato un mutamento nella denominazione e nella dedica dei vari altari: il II a destra, un tempo dedicato a San Vincenzo Ferreri, veniva e fu indicato come l'altare del Sacro Cuore, mentre il I a destra, cacciato San Bovo, da tempo era diventato l'altare della Madonna del Carmine. Quest'ultimo in particolare, fu ricostruito in marmo grazie alla donazione dalla madre di Tito Acerbo che nel 1927 volle così onorare la memoria del figlio: vi fu installata una pala del Martina che ritrae il Beato Simone Stock nell'atto di ricevere lo scapolare del Carmelo dal Bambin Gesù in braccio alla Madonna.
Alla morte di don Natale Simionato, avvenuta nel 1955, la chiesa appariva decorata e arredata in tutte le sue parti.
Le direttive del Concilio Vaticano II e i danni procurati dall'alluvione del 5 novembre 1966 permisero al successore don Ferruccio Dussin di assecondare la smania modernista dell'epoca: egli rimosse la rovinata cantoria dell'organo, i baldacchini e i pulpiti, le splendide balaustre di marmo e le acquasantiere, fece accorciare la mensa dell'altar maggiore per far posto al nuovo altare e sostituire il piccolo tabernacolo originale con uno di pietra d'onice dismesso dalla Diocesi di Chioggia. La chiesa assunse un aspetto più sobrio, ma anche più povero.
Alla fine degli anni sessanta il quadro dell'altar maggiore fu spostato in una delle navate laterali e sostituito con un crocifisso ligneo realizzato da padre Giorgio Lorenzon.
Durante il parroccato di don Primo Zanatta (1970-2014) furono realizzati il mosaico alle spalle del crocifisso e il pavimento nuovo che ricoprì la lastra tombale dei primi quattro rettori della chiesa; infine furono installati un grande dipinto sul soffitto ("Invenzione ed esaltazione della Santa Croce") e alle pareti una via Crucis di un pittore trevigiano di stile piuttosto fumettistico. Alla fine del 2008 la vecchia via Crucis fu ricollocata metà in una navata e metà nell'altra.

## Descrizione
La facciata in stile neoclassico (sul modello della palladiana San Giorgio a Venezia) presenta una facciata tripartita da quattro lesene su alti basamenti. Sopra il portone centrale vi è una lunetta e più in alto una finestra cruciforme. Lateralmente vi sono due nicchie con le statue del beato Macario Vescovo di Gerusalemme, a sinistra, e di sant'Elena, madre di Costantino, a destra, personaggi legati dall'episodio del ritrovamento della vera croce, al quale è intitolata la chiesa. Sugli spioventi della facciata le tre virtù teologali: al centro la Fede con la croce, a sinistra la Speranza, con l'ancora, a destra la Carità con in braccio un bambino.
L'interno si presenta a navata unica con quattro cappelle laterali. L'altar maggiore è dedicato all'Invenzione (=ritrovamento) della Croce e vi fu collocata fin dall'inizio una preziosa pala raffigurante l'episodio del ritrovamento della vera croce, andata distrutta durante la I Guerra Mondiale. Le quattro cappelle laterali furono inizialmente dedicate a sant'Antonio (oggi Cappella del Battistero, I a sinistra), alla Beata Vergine del Rosario (II a sinistra), a san Vincenzo Ferreri (la II a destra, oggi del sacro Cuore), e a san Bovo (la I a destra, oggi dedicata alla Madonna del Carmine). Nel tempo la chiesa si arricchì di arredi e suppellettili e sugli altari furono collocati quadri di diverso genere, in particolare le cronache delle visite pastorali riferiscono di una Madonna dipinta alla greca (un'icona) all'altare di san Bovo, anch'essa andata perduta durante la prima guerra mondiale.